# Straż Marszałkowska (historia)
Straż Marszałkowska – formacja quasi-policyjna w Rzeczypospolitej Obojga Narodów.
Do końca Rzeczypospolitej szlacheckiej zwierzchnikami Straży byli marszałkowie wielcy koronni, a gdy sejmy odbywały się na Litwie – marszałkowie Wielkiego Księstwa Litewskiego.
Jej zadaniem było dbanie o bezpieczeństwo i porządek na królewskim dworze i w jego sąsiedztwie. Wzorowana była na węgierskiej formacji hajduków. Współcześni wysoko oceniali jej skuteczność. Przepisy dotyczące bezpieczeństwa sejmów i zakresu zadań Straży Marszałkowskiej zawarte były w konstytucjach – czyli ustawach – zwanych artykułami marszałkowskimi. Określały one rodzaje przestępstw i sankcje karne.
Marszałek dysponował własnym sądem doraźnym, który rozpatrywał przestępstwa przeciwko królowi i Sejmowi. Szlachcicowi groził wyrok przed sądem marszałkowskim, jego służbie natomiast karę wymierzała od razu straż. Osądzony mógł być karany „siedzeniem w wieży przez sześć niedziel”. W Warszawie wieża marszałkowska znajdowała się w narożnej części murów miejskich przy zbiegu ulic Mostowej i Brzozowej.
Pierwsze wiadomości o straży pochodzą z XVII w. Żołnierzy Straży Marszałkowskiej powszechnie nazywano „węgrami marszałkowskimi”. Ich liczbę szacuje się na 120–150 osób. Powoływani byli spośród żołnierzy chorągwi węgierskiej, składającej się z wojskowych pochodzących z indywidualnego werbunku. „Marszałkowscy” nosili mundur piechoty węgierskiej: niebieski surdut z czerwonymi wyłogami, kamizelkę oraz białe spodnie.